# Pycnocentrodes aeris
Pycnocentrodes aeris is een schietmot uit de familie Conoesucidae. De soort komt voor in het Australaziatisch gebied.